# Oberappellationsgericht Mannheim

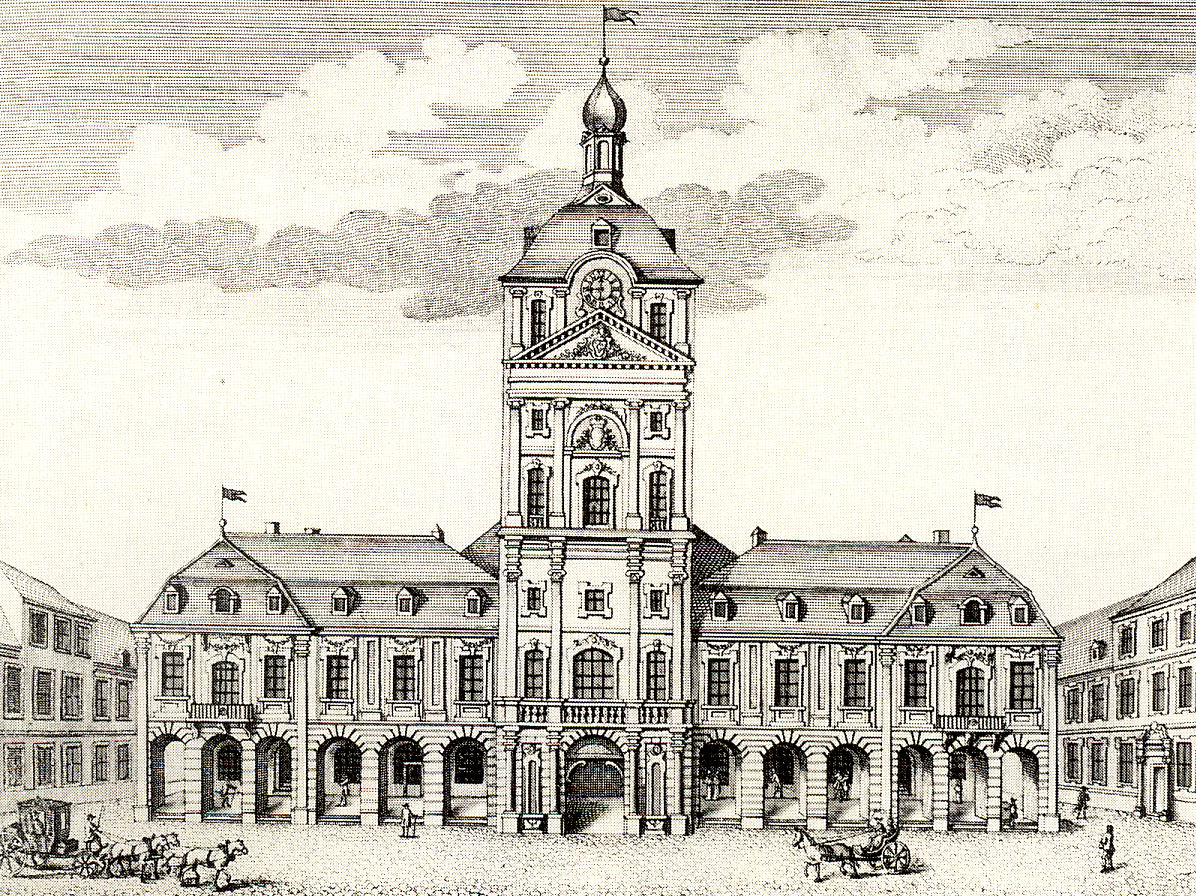
Altes Kaufhaus am Paradeplatz

Das Oberappellationsgericht Mannheim war das Oberappellationsgericht und damit höchste Gericht in der Kurpfalz mit Sitz in Mannheim.
Am 17. Juli 1652 erhielt die Kurpfalz ein Appellationsprivileg (Privilegium de non appellando) als „privilegium illimitatum“. Damit entfiel für die Untertanen des Kurfürsten die Möglichkeit Urteile Kurpfälzer Gerichte durch den Reichshofrat oder beim Reichskammergericht überprüfen zu lassen. Im Gegenzug musste in der Kurpfalz ein Oberappellationsgericht eingerichtet werden, das nun als oberstes Gericht wirkte.
Diese Funktion nahm zunächst der Kurfürst selbst bzw. die „Geheime Konferenz“ wahr. Später wurde ein aus fünf Juristen bestehender Ausschuss mit dieser Aufgabe betraut, der mit kurfürstlichem Edikt vom 22. Dezember 1729 die Bezeichnung „Ober–Appellationsgericht“ erhielt. Seinen Sitz hatte es seit 1766 im 1733 bis 1747 erbauten „Kaufhaus am Paradeplatz“. Entgegen dem Namen war es kein Kaufhaus, sondern ein zentrales Behörden- und Gerichtsgebäude. Es wurde im Zweiten Weltkrieg bis auf die Turmruine und einen Teil der Erdgeschossarkaden zerstört. Heute befindet sich an seiner Stelle das Stadthaus am Paradeplatz.
Dem Oberappellationsgericht Mannheim war das Hofgericht Mannheim nachgeordnet. Dieses war Eingangsgericht für Personen mit Privilegiertem Gerichtsstand und Gericht zweiter Instanz bezüglich Urteile der Untergerichte (der Magistrate der Städte, der Ämter und Oberämter).
Mit dem Reichsdeputationshauptschluss endete die Kurpfalz 1803. Die rechtsrheinischen Teile fielen an die Markgrafschaft Baden. Das Oberappellationsgericht Mannheim wurde aufgehoben. Seine Funktion übernahm das „Oberhofgericht für das Kurfürstentum Baden“ mit Sitz in Bruchsal. Dieses wurde 1810 nach Mannheim zurückverlegt.

## Richter
- Carl Philipp von Venningen, Oberappellationsgerichtsrat